# Xã Perry, Quận Lincoln, Nam Dakota
Xã Perry (tiếng Anh: Perry Township) là một xã thuộc quận Lincoln, tiểu bang Nam Dakota, Hoa Kỳ. Năm 2010, dân số của xã này là 853 người.